# Blade (jogo eletrônico)
Blade é o nome de dois jogos eletrônicos baseados na adaptação cinematográfica de 1998 do personagem Blade, estrelada por Wesley Snipes. O jogo foi desenvolvido pela HammerHead para o PlayStation em 2000; um jogo diferente foi desenvolvido pela HAL Laboratory e pela Avit Inc. e lançado para a versão de Game Boy Color. Ambos os jogos foram publicados pela Activision. O jogo de PlayStation segue a aventura de Blade com a ajuda de seu mentor e amigo, Abraham Whistler, e com antigos inimigos, conhecidos como Dragonetti e Mannheim. As críticas foram mistas, com críticas aos gráficos, câmera, controles, dublagem e afirmam que jogo "não conseguiu captar o espírito" do filme.

## Jogabilidade
O jogador assume o controle do personagem-título, enquanto ele faz o seu caminho através de vários locais infestados de vampiros, a fim de derrotar a ameaça. Blade se aventura através de armazéns, esgotos, museus, ruas da cidade e boates, despachando inúmeros tipos de inimigos, desde familiares (humanos que fazem a vontade de um vampiro), vampiros, zumbis, monstros, cães assassinos e outras criaturas da noite. Para ajudar Blade com sua missão, ele tem um pequeno arsenal de armas com cortesia de Whistler. Blade sempre tem sua marca registrada de espada, mas também pode usar seus punhos, e uma variedade de armas de fogo, incluindo pistolas, espingardas e pistolas-metralhadoras. Cada arma de fogo tem três tipos diferentes de munição: "padrão", "explosiva" e "prateada", cada um com seu próprio efeito em inimigos diferentes. Blade também é equipado com um "multi-lançador" que pode atirar em todos os tipos de coisas para matar vampiros, como "glaives de prata" e granadas UV.

## Enredo
Durante o jogo, Blade deve passar por várias casas de vampiros e, com a ajuda de Whistler, destruir todos eles.

## Recepção
A versão de PlayStation do Blade recebeu críticas mistas. No site Metacritic, ele recebeu uma pontuação média ponderada de 51%, com base em comentários de 11 críticos, indicando "revisões mistas ou médias". No GameRankings, recebeu uma pontuação de 48.13% baseado em 23 comentários. David Smith da IGN deu ao jogo 3.5/10.
A versão de Gameboy recebeu mais críticas positivas. Nintendo Power, deu uma pontuação de 7,2/10. Marc Nix da IGN deu ao jogo 7/10, e escreveu "Violento, visceral, ação sanguinária no Game Boy Color, assim como vocês gostam."